# 1. Division (Luxemburg) 1921/22
Die 1. Division 1921/22 war die 12. Spielzeit der höchsten luxemburgischen Fußballliga.
Fola Esch gewann den dritten Titel in der Vereinsgeschichte.

## Abschlusstabelle
| Pl. | Verein                        | Sp. | S  | U | N  | Tore    | Quote | Punkte |
| --- | ----------------------------- | --- | -- | - | -- | ------- | ----- | ------ |
| 1.  | CS Fola Esch                  | 14  | 10 | 2 | 2  | 048:240 | 2,00  | 22:60  |
| 2.  | US Hollerich/Bonneweg         | 14  | 9  | 2 | 3  | 046:210 | 2,19  | 20:80  |
| 3.  | Jeunesse Esch (M)             | 14  | 8  | 0 | 6  | 050:300 | 1,67  | 16:12  |
| 4.  | Sporting Club Luxemburg       | 14  | 7  | 2 | 5  | 043:260 | 1,65  | 16:12  |
| 5.  | Stade Düdelingen              | 14  | 6  | 4 | 4  | 026:240 | 1,08  | 16:12  |
| 6.  | Red Boys Differdingen         | 14  | 6  | 1 | 7  | 031:280 | 1,11  | 13:15  |
| 7.  | Tricolore Muhlenweg (N)       | 14  | 2  | 1 | 11 | 017:650 | 0,26  | 05:23  |
| 8.  | The National Schifflingen (N) | 14  | 1  | 2 | 11 | 010:530 | 0,19  | 04:24  |

| (M) | amtierender Meister             |
| (N) | Neuaufsteiger aus der Promotion |

### Kreuztabelle
Die Kreuztabelle stellt die Ergebnisse aller Spiele dieser Saison dar. Die Heimmannschaft ist in der linken Spalte, die Gastmannschaft in der oberen Zeile aufgelistet.
| 1921/22                   | Fola Esch | US Hollerick/Bonneweg | JEU | Sporting Club Luxemburg | Stade Düdelingen | Red Boys Differdingen | TRI | The National Schifflingen |
| ------------------------- | --------- | --------------------- | --- | ----------------------- | ---------------- | --------------------- | --- | ------------------------- |
| Fola Esch                 |           | 3:1                   | 5:4 | 3:2                     | 5:0              | 3:1                   | 8:1 | 5:1                       |
| US Hollerick/Bonneweg     | 4:3       |                       | 4:2 | 3:0                     | 1:1              | 4:0                   | 7:2 | 7:0                       |
| Jeunesse Esch             | 7:1       | 2:3                   |     | 2:1                     | 4:1              | 3:2                   | 3:1 | 6:0                       |
| Sporting Club Luxemburg   | 1:1       | 1:1                   | 4:1 |                         | 3:0              | 4:1                   | 2:1 | 5:2                       |
| Stade Düdelingen          | 1:1       | 3:1                   | 3:2 | 6:1                     |                  | 2:2                   | 3:0 | 0:0                       |
| Red Boys Differdingen     | 1:4       | 3:1                   | 2:1 | 2:1                     | 1:3              |                       | 6:1 | 4:0                       |
| Tricolore Muhlenweg       | 0:3       | 1:8                   | 0:9 | 3:9                     | 3:1              | 2:1                   |     | 2:2                       |
| The National Schifflingen | 0:3       | 0:1                   | 3:4 | 0:9                     | 0:2              | 1:5                   | 1:0 |                           |

- Das Spiel US Hollerich/Bonneweg – Sporting Club Luxemburg wurde mit 3:0 kampflos gewertet.